# Lekkoatletyka na Letnich Igrzyskach Olimpijskich 1904 – bieg na 800 metrów
Bieg na 800 metrów podczas igrzysk olimpijskich w 1904 w Saint Louis rozegrano 1 września 1904 na stadionie Francis Field należącym do Washington University. Startowało 13 lekkoatletów z 3 państw. Rozegrano od razu finał.

## Rekordy
| Rekord świata     | 1:53,4 | Charles Kilpatrick | Nowy Jork (USA) | 21 września 1895 |
| Rekord olimpijski | 1:59,0 | David Hall         | Paryż (Francja) | 14 lipca 1900    |

## Finał
| Poz.   | Zawodnik         | Kraj                 | Wynik    | Uwagi |
| ------ | ---------------- | -------------------- | -------- | ----- |
| złoto  | Jim Lightbody    | Stany Zjednoczone    | 1:56,0   | OR    |
| srebro | Howard Valentine | Stany Zjednoczone    | 1:56,3   |       |
| brąz   | Emil Breitkreutz | Stany Zjednoczone    | 1:56,4   |       |
| 4.     | George Underwood | Stany Zjednoczone    | (1:56,5) |       |
| 5.     | Johannes Runge   | Cesarstwo Niemieckie | (1:57,1) |       |
| 6.     | Frank Verner     | Stany Zjednoczone    | nieznany |       |
| 7.-13. | George Bonhag    | Stany Zjednoczone    | nieznany | [ 3 ] |
| 7.-13. | Peter Deer       | Kanada               | nieznany | [ 3 ] |
| 7.-13. | Harvey Cohn      | Stany Zjednoczone    | nieznany | [ 3 ] |
| 7.-13. | John Peck        | Kanada               | nieznany | [ 3 ] |
| 7.-13. | Lacey Hearn      | Stany Zjednoczone    | nieznany | [ 3 ] |
| 7.-13. | John J. Joyce    | Stany Zjednoczone    | nieznany | [ 3 ] |
| 7.-13. | Paul Pilgrim     | Stany Zjednoczone    | nieznany | [ 3 ] |

Na początku prowadził Cohn. Po 400 m zmienił go Runge. Przy wyjściu na ostatnią prostą na czele biegli Breitkreutz i Underwood, ale Lightbody wyprzedził ich, biegnąc po zewnętrznym torze i wygrał o 2 metry przez Valentine'em, który na finiszu wyprzedził Breitkreutza.